# Czerwonogród (obwód tarnopolski)
Czerwonogród (ukr. Червоногород, Червоногрод lub Червоногруд), obecnie Uroczysko Czerwone (ukr. Урочище Червоне, Uroczyszcze Czerwone) – dawna miejscowość koło Nyrkowa na Podolu na zachodniej Ukrainie; nad rzeką Dżuryń, dopływem Dniestru. Współcześnie w rejonie czortkowskim obwodu tarnopolskiego.
Miejscowość zniesiona w 1970 roku.
Nazwa pochodzić ma od występującego tam czerwonego piaskowca

## Historia
Według jednej z hipotez utożsamiany z historycznym grodem Czerwień, stolicą należących do Lachów Grodów Czerwieńskich, wedle Nestora zdobytych na Polakach przez księcia ruskiego, który „wyprawiając się na Lachów, zajął ich grody”. Czerwonogród został jedną z siedzib książąt Rusi Czerwonej. Hipoteza ta była przed 1945 uznawana przez Wojciecha Kętrzyńskiego i Stanisława Zakrzewskiego. Obecnie jest generalnie odrzucana, a historycy wskazują na Czermno jako faktyczny gród, który dał nazwę Grodom Czerwieńskim.
W późniejszym czasie panowali tam Tatarzy, hospodarze mołdawscy i władcy litewscy. W XIV w. Litwini wygnali z tych ziem Mongoło-Tatarów i zbudowali pierwszą drewnianą fortecę. Osiadł tam wówczas zakon dominikanów, budując pierwszy klasztor misyjny. W 1395 r. król Władysław II Jagiełło przywrócił te ziemie Polsce.
W Czerwonogrodzie intensywnie rozwijały się rzemiosła i handel. W 1434 r. miasto uzyskało miano królewskiego, a 14 lat później, w 1448 r., otrzymało prawo magdeburskie. W ХVII w. przeszło na własność rodu Daniłowiczów herbu Sas, którzy zbudowali tam pierwszą kamienną fortecę. W 1615 r. rodzina Lisieckich ufundowała kościół.
Do I rozbioru Polski Czerwonogród był starostwem niegrodowym i siedzibą powiatu w województwie podolskim. Później utracił znaczenie. W 1778 r. przeszedł na własność księcia Karola Ponińskiego.

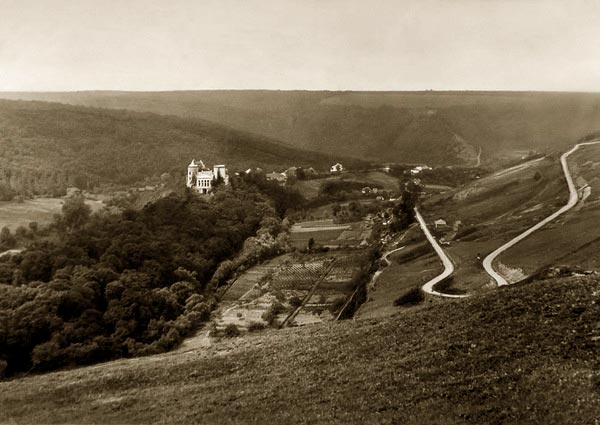
Czerwonogród na początku XX wieku

W II Rzeczypospolitej w powiecie zaleszczyckim województwa tarnopolskiego.
Podczas II wojny światowej Czerwonogród z uwagi na dogodne położenie był siedzibą polskiej samoobrony przed atakami bojówek OUN-UPA. W murowanych budynkach zamku, młyna, kościoła i Domu Ludowego włącznie z mieszkańcami sąsiednich wsi nocowało do 1500 osób. W nocy z 2 na 3 lutego 1945 roku UPA spaliła Czerwonogród i zabiła 49–60 Polaków. Zamordowanych, w tym księdza Szczepana Jurasza oraz dwie siostry zakonne ze zgromadzenia szarytek, pochowano w dole po wapnie na placu kościelnym. Pozostali przy życiu ewakuowali się do Tłustego i Zaleszczyk.
W 2003 r. na terenie Czerwonogrodu zamieszkali mnisi Ukraińskiej Autokefalicznej Cerkwi Prawosławnej.
Czerwonogród znany jest z najwyżej położonego wodospadu na obszarze dawnej Małopolski Wschodniej.

## Zabytki
- Zamek – w XIV w. Litwini zbudowali pierwszą drewnianą fortecę, a w ХVII w. ród Danyłowiczów zbudował pierwszą kamienną fortecę. Na początku ХІХ w. zamek przebudowano na pałac według projektu lwowskiego architekta Juliana Zachariewicza. W ciągu pierwszej połowy XIX w. pałac był udoskonalany przez syna Ponińskiego, Kaliksta. Ostatnią jego właścicielką była na początku ХХ w. księżna Maria Lubomirska. Podczas pierwszej i drugiej wojny światowej poważnie zniszczony. W 2013 roku, z powodu braku prac konserwatorskich i zabezpieczających, jedna z dwóch wież zamkowych uległa częściowemu zawaleniu.
- Kościół parafialny pw. Wniebowzięcia Najświętszej Maryi Panny[8].

## Urodzeni
- Adolf Porębski (ur. 25 września 1895, zm. kwiecień 1940 w Charkowie) – kapitan piechoty Wojska Polskiego, ofiara zbrodni katyńskiej.
- Tadeusz Somogi (1 stycznia 1922, zm. 12 września 2009 w Warszawie) – polski aktor teatralny i filmowy.

Czerwonogród na mapach
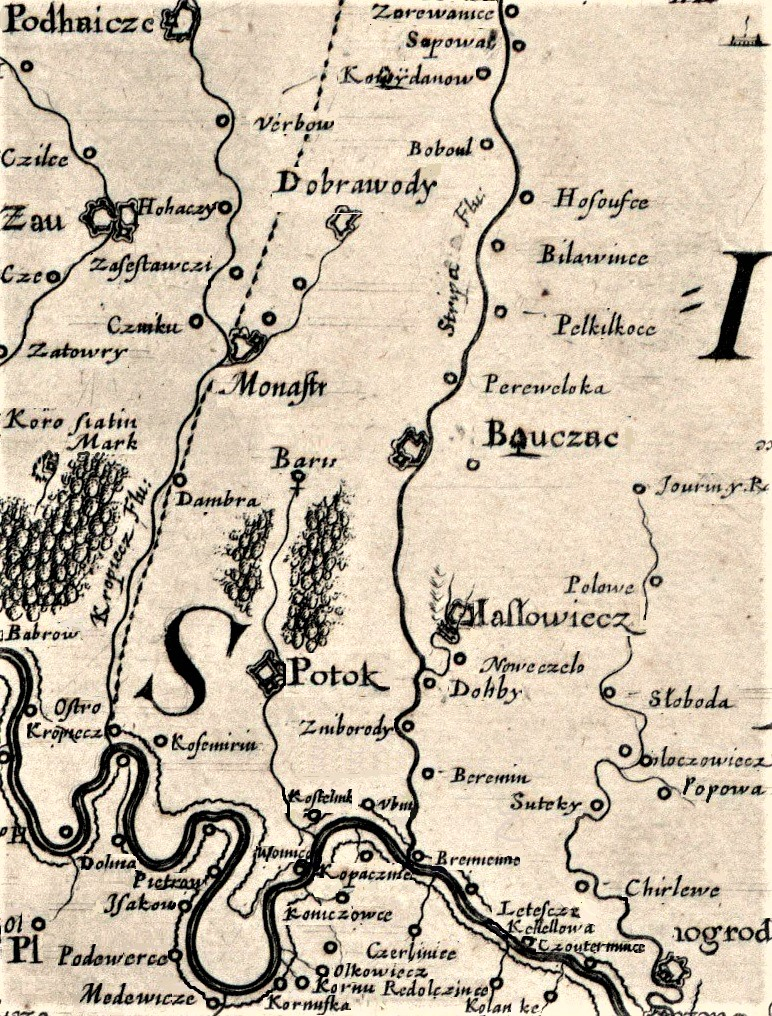
Na mapie Beauplana z 1650
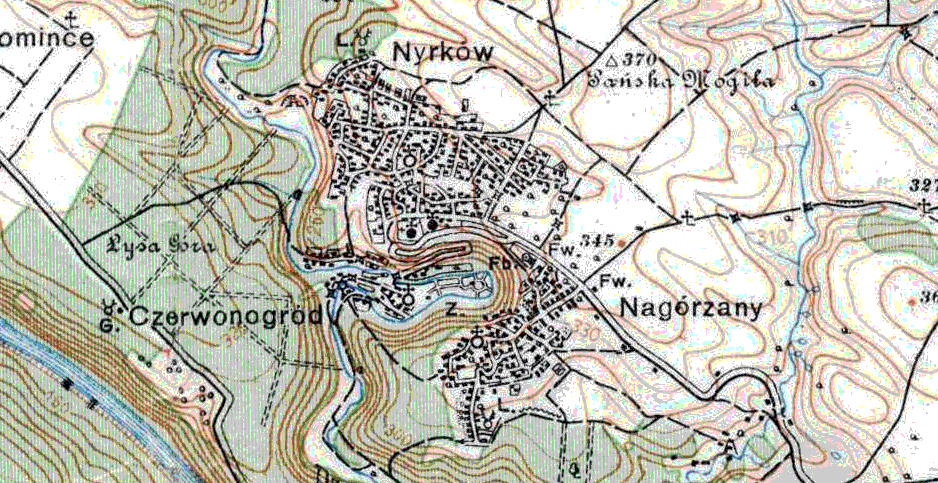
Na polskiej mapie sztabowej z 1925
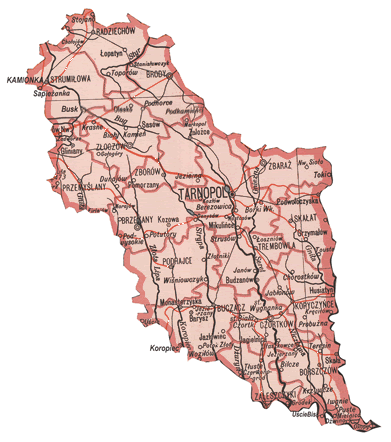
Na mapie woj. tarnopolskiego w 1939

## Literatura
- Andrzej W. Kaczorowski, Czerwonogród – perła Podola, „Biuletyn Instytutu Pamięci Narodowej” (1–2 (96–97)), luty 2009, s. 156–161.
- Lustracye królewszczyzn ziem ruskich Wołynia, Podola i Ukrainy z pierwszej połowy XVII wieku, Warszawa 1877, s. 19–23.